# 김덕원
김덕원(金德遠, 1634년 ~ 1704년)은 조선 후기의 문신이다. 숙종 때 남인의 거두 중 한 명이며, 남인 2차 집권기에 우의정을 지냈다. 본관은 원주이다. 자는 자장(子長), 호는 휴곡(休谷).

## 가족 관계[1]
- 부친 : 김인문(金仁文)
- 모친 : 이성부(李聖符)의 딸 전주 이씨
- 장인 : 능산군(綾山君) 이희(李僖, 1608 ~ ?)[2]
- 장모 : 류희성(柳希成)의 딸 문화 류씨
  - 부인 : 이정임(李正任, 1635 ~ ?)
    - 아들 : 김몽양(金夢陽, 1653 ~ 1710)
    - 자부 : 민점(閔點)의 3녀 여흥 민씨
      - 손자 : 김태윤(金泰潤, 1670 ~ ?)
      - 손자 : 김화윤(金華潤, 1672 ~ ?)
      - 손자 : 김형윤(金衡潤, 1674 ~ ?)
      - 손자 : 김태윤(金台潤)

    - 장녀 : 김경란(金瓊蘭, 1656 ~ ?)
    - 사위 : 진주 류씨 류헌장(柳憲章, 1658 ~ 1721)
      - 외손자 : 류영기(柳永基)
      - 외손자 : 류경기(柳敬基)
      - 외손자 : 류광기(柳廣基)
      - 외손녀 : 여주 이씨 이용휴(李用休)의 처

    - 차녀 : 김경혜(金瓊蕙, 1657 ~ ?)
    - 사위 : 청주 한씨 한종범(韓宗範)

## 생애
현종 때인 1666년, 문과에 급제하여 찰방이 되고 1669년, 지평이 되었다. 이후 정언으로 있다가 문례관을 잠깐 하고 다시 정언이 되었는데 사서, 지평, 정언을 거쳐 문학, 지평을 거쳐 진주목사가 되었다가 이후 숙종 초반기에 갑인예송으로 남인이 집권하자 서인이던 송시열 등을 몰아내고 바로 장령이 되었다. 이후 남인의 언관 선봉장으로 수찬이 되고 검토관으로 있다가 이후 수찬, 교리, 시강관을 거쳐 1676년, 승지가 되고 경상도관찰사가 되었다. 이후 승지로 참찬관을 겸하다 대사간이 되는데 남인이 탁남과 청남으로 분당될 때 그는 영의정 허적, 좌의정 권대운, 우의정 민희 등 삼정승 등을 중심으로 한 탁남 편에 섰다. 하지만 허목 등과 허적을 탄핵하기도 했다. 이후 병조참판이 되고 평안도관찰사로 외직에 나갔다가 형조판서가 된다. 이후 한성부판윤이 되는데 경신환국 이후 그는 남인의 핵심인물로 지목되어 삭출위기에 처했지만 이후 그의 능력을 알아본 서인 정권에 의해 특별히 발탁되고 한성부판윤, 형조판서, 우참찬 등을 두루 하였다. 이후 경기도관찰사를 거쳐 바로 예조판서가 되는데 이후 기사환국 이후 남인의 선두에 서서 바로 우의정이 되었다. 이후 약방 도제조를 겸하다 판중추부사가 되고 영중추부사에 이르지만 1694년, 갑술환국 이후 유배를 당했다가 이후 풀려나 향리에 은거하며 여생을 보낸다. 그는 남인이었지만 온건한 성품으로 서인 세력을 살리려 노력하기도 했다.